# درون‌چرخه‌زاد
درون‌چرخه‌زاد (به انگلیسی: hypotrochoid) در ریاضیاتی به منحنی غلتانی گفته می‌شود که توسط نقطه‌ای ترسیم می‌شود که به دایره‌ای به شعاع r چسبیده و این دایره در درون یک دایره ثابت با شعاع R می‌غلتد در حالی که نقطهٔ مذکور در فاصلهٔ d از دایره درونی قرار گرفته باشد.

خم قرمزرنگ، یک درون‌چرخه‌زاد است که با چرخش دایرهٔ کوچک سیاه‌رنگ در درون محیط دایرهٔ بزرگ آبی‌رنگ پدید می‌آید. (پارامترهای آن عبارتند از: R = 5.0, r = 3, d = ۵).

معادله‌های پارامتری برای درون‌چرخه‌زاد عبارتند از:
{\displaystyle x(\theta )=(R-r)\cos \theta +d\cos \left({R-r \over r}\theta \right),}
{\displaystyle y(\theta )=(R-r)\sin \theta -d\sin \left({R-r \over r}\theta \right).}
حالت‌های ویژه از درون‌چرخه‌زاد شامل درون‌چرخ‌زاد با d = r و بیضی با R = 2r می‌شود.

بیضی (به رنگ قرمز) را می‌توان حالت ویژه‌ای از درون‌چرخه‌زاد به‌شمار آورد، با R = 2r، در این شکل: R = 10, r = 5, d = ۱.

بازی‌هایی که به نام چرخ‌نگار در بازار هستند منحنی‌های درون‌چرخه‌زاد و برون‌چرخه‌زاد ترسیم می‌کنند.